# Hilmi Ok
Hilmi Ok (Isztambul, 1932. december 1. – 2020. február 15.) török nemzetközi labdarúgó-játékvezető.

## Pályafutása

### Nemzeti játékvezetés
1974-ben lett az I. Liga játékvezetője. Az aktív nemzeti játékvezetéstől 1981-ben vonult vissza.

#### Nemzeti kupamérkőzések
Vezetett Kupa-döntők száma: 1.

##### Török Kupa
Szakmai felkészültségének elismeréseként a Török JB megbízta a döntő találkozó koordinálásával.
| Időpont         | Helyszín                 | Mérkőzés típusa         | Mérkőzés               | Eredmény |
| --------------- | ------------------------ | ----------------------- | ---------------------- | -------- |
| 1979. május 23. | İnönü Stadion, Isztambul | döntő második találkozó | Fenerbahçe SK–Altay SK | 2 : 0    |

### Nemzetközi játékvezetés
A Török labdarúgó-szövetség Játékvezető Bizottsága (JB) 1976-ban terjesztette fel nemzetközi játékvezetőnek, a Nemzetközi Labdarúgó-szövetség (FIFA) bíróinak keretébe. Több nemzetek közötti válogatott és klubmérkőzést vezetett. A török nemzetközi játékvezetők rangsorában, a világbajnokság-Európa-bajnokság sorrendjében többedmagával a 3. helyet foglalja el 6 találkozó szolgálatával. Az Ök vezetéknévvel 1976-ban a legrövidebb nevű játékvezető volt a FIFA JB keretben. Az aktív nemzetközi játékvezetéstől 1981-ben búcsúzott.

#### Világbajnokság
A világbajnoki döntőhöz vezető úton Argentínába a XI., az 1978-as labdarúgó-világbajnokságra a FIFA JB játékvezetőként alkalmazta.
| Időpont            | Helyszín                     | Mérkőzés típusa           | Mérkőzés         | Eredmény | Nézők száma |
| ------------------ | ---------------------------- | ------------------------- | ---------------- | -------- | ----------- |
| 1976. október 9.   | St.Jakob Park Stadion, Bázel | előselejtező (6. csoport) | Svájc–Svédország | 1 : 2    | 30 000      |
| 1977. november 25. | Nemzeti Stadion, Kairó       | Afrikai zónadöntő         | Egyiptom–Tunézia | 3 : 2    |             |

#### Európa-bajnokság
Az európai-labdarúgó torna döntőjéhez vezető úton Jugoszláviába az V., az 1976-os labdarúgó-Európa-bajnokságra és Olaszországba a VI., az 1980-as labdarúgó-Európa-bajnokságra az UEFA JB játékvezetőként foglalkoztatta. Jugoszláviába úgy kapott az UEFA JB-től bírói feladatot, hogy a csoportmérkőzéseken egyetlen találkozón sem tevékenykedett bíróként.
| Időpont            | Helyszín                         | Mérkőzés típusa           | Mérkőzés                  | Eredmény | Nézők száma |
| ------------------ | -------------------------------- | ------------------------- | ------------------------- | -------- | ----------- |
| 1976. április 24.  | Tehelne Pole Stadion, Pozsony    | előselejtező (7. csoport) | Csehszlovákia–Szovjetunió | 2 : 0    | 50 000      |
| 1978. november 29. | Vasil Levski Stadion, Szófia     | előselejtező (4. csoport) | Bulgária–Észak-Írország   | 0 : 2    | 25 000      |
| 1979. május 2.     | Prater Stadion, Bécs             | előselejtező (7. csoport) | Ausztria–Belgium          | 0 : 0    | 42 903      |
| 1980. június 17.   | Giuseppe Meazza San Siro, Milánó | előselejtező (4. csoport) | Csehszlovákia–Hollandia   | 1 : 1    | 11 889      |